# ERPNext
ERPNext ist ein freies, Open Source Enterprise-Resource-Planning-System (ERP), das von Frappé Technologies Pvt. Ltd. entwickelt wird und auf dem Python-basierten Full-Stack-Framework Frappé aufbaut. ERPNext wird von mehr als 10.000 Unternehmen genutzt.
ERPNext ist eine generische ERP-Software, die von Herstellern, Händlern und Dienstleistungsunternehmen verwendet wird. Die Software umfasst Module wie Buchhaltung, CRM, Vertrieb, Einkauf, Websites & E-Commerce, POS, Produktion, Lagerhaltung, Projektmanagement, Inventar und Dienstleistungen. Ebenso gibt es Module für Schulen, Gesundheitswesen, Landwirtschaft und gemeinnützige Organisationen.
ERPNext ist eine Alternative zu NetSuite und QAD und ähnelt in seiner Funktionalität Odoo (ehemals OpenERP), Tryton und Openbravo. ERPNext ist bei softwareadvice.com einer der Spitzenkandidaten in der ERP-FrontRunners-Liste (erstellt durch die Gartner Magic Quadrant Methodology).

## Integrierte Geschäftslösungen
ERPNext enthält folgende Module:
- Buchhaltung
- Verwaltung von Vermögenswerten / Asset-Management
- Kundenbeziehungsmanagement (CRM)
- Personalwesen (HRM)
- Produktion
- Verkaufsstelle (POS)
- Projektmanagement
- Einkauf
- Vertriebsmanagement
- Lagerverwaltungssystem
- Schülerinformationssystem
- Krankenhausinformationssystem (KIS)
- Landwirtschaftsmanagement
- Non-Profit-Organisation (NPO)
- Fuhrparkverwaltung

## Softwarelizenz
ERPNext sowie das Kommandozeilenprogramm bench sind unter der GNU GPLv3 Lizenz veröffentlicht. Daher werden für ERPNext, im Gegensatz zu proprietären ERP-Systemen, keine Lizenzgebühren verlangt. Darüber hinaus ist eine Modifikation des Programms möglich, solange die Lizenzbedingungen eingehalten werden.
Das Frappé Framework, auf dem ERPNext aufbaut, ist hingegen unter der weniger restriktiven MIT-Lizenz veröffentlicht.

## Architektur

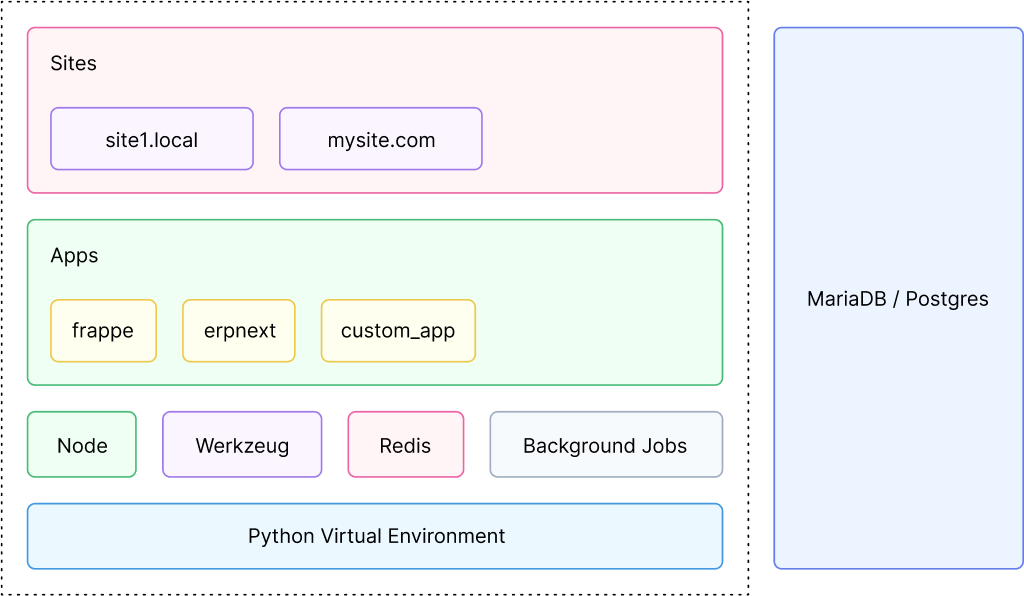
Architektur des Frappe Frameworks

ERPNext verfügt über eine Model View Controller Architektur mit Metadaten-Modellierungstools, die es dem Benutzer ermöglichen, die Software ohne Programmierkenntnisse über die grafische Benutzeroberfläche an seine Bedürfnisse anzupassen. Einige Attribute der Architektur sind:
- Alle Objekte im ERP-System sind sogenannte DocTypes (nicht zu verwechseln mit HTML-DocTypes) und die Ansichten werden direkt im Browser generiert.
- Es ist möglich, Client- und Serverseitig ereignisgesteuerten Code einzufügen.
- Ein Client-Programm kann über JSON-Datenobjekte mit dem REST-Server kommunizieren.[7]

Das zugrunde liegende Webframework Frappé wird als separates Open-Source-Projekt gepflegt. Frappé begann als webbasiertes Metadaten-Framework, das von Protégé inspiriert wurde, obwohl es sich anders entwickelt hat. Die Architektur von Frappé ermöglicht eine schnelle Anwendungsentwicklung (RAD).

## Quellcode und Dokumentation
Der Quellcode von ERPNext wird auf GitHub unter Verwendung des Git-Versionsverwaltungssystems gepflegt und ist öffentlich einsehbar. Beiträge werden ebenso mit GitHub abgewickelt. Eine vollständige Bedienungsanleitung befindet sich auf der Projektwebsite.

## ERPNext Foundation
Die ERPNext Open Source Software Foundation ist eine gemeinnützige Organisation. Das Ziel der ERPNext Foundation ist es, der ERPNext-Community eine Plattform zu bieten, in der Ressourcen zusammengestellt werden können, um ERPNext weltweit zu verbessern. Hierfür gibt es verschiedene Mitgliedschaftspläne. Die Stiftung hat heutzutage Mitglieder auf der ganzen Welt. Ebenso organisiert die Stiftung Veranstaltungen wie Konferenzen und Code-Sprints.

## Innovationen
Die wichtigste Innovation von ERPNext ist die Metadaten-Modellierungs-Architektur, die die Anpassung der Software ohne benutzerdefinierte Programmierung ermöglicht. Die responsive Oberfläche ist auch auf mobilen Geräten benutzerfreundlich.

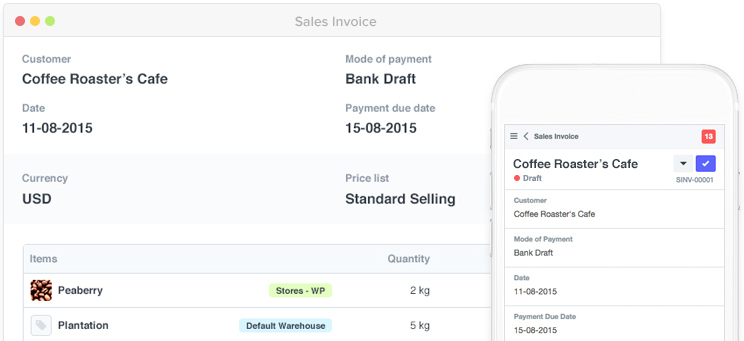
Screenshot von ERPNext, welcher das responsive Design der Oberfläche darstellt

## Betrieb des Systems
ERPNext kann entweder auf eigenen Servern betrieben oder als Software as a Service (SaaS) gemietet werden. Wer ERPNext selber betreiben möchte, kann es mittels eines Python-Skripts auf einem Linux-Server (z. B. Debian, Ubuntu, CentOS) installieren.
Frappé Technologies Pvt. Ltd. betreibt sein SaaS-Angebot erpnext.com auf "Bare-Metal"-Servern in Frankreich. Auch mehrere kleine Anbieter bieten den Betrieb von ERPNext an.

## Reporting
ERPNext bietet ein eingebettetes Berichtssystem mit Office-Suite-Integration. So können Berichte als Excel- oder CSV-Datei heruntergeladen und außerdem als PDF gedruckt werden. Nutzer können vorhandene Berichte auf ihre Bedürfnisse anpassen oder neue Berichte entwerfen. Diese beziehen sich in der Regel auf einen einzelnen DocType, beispielsweise Ausgangsrechnungen. Über sogenannte Query Reports können in Form einer SQL-Abfrage mehrere DocTypes in einem Bericht konsolidiert werden.

## Versionstabelle
| Version                                                                     | Veröffentlichungsdatum | Wichtige Neuerungen | End of Life       |
| --------------------------------------------------------------------------- | ---------------------- | --- | ----------------- |
| 1                                                                           | Juni 2010              | Erster Release. Der ERPNext-Quellcode wurde auf Google Code veröffentlicht. |                   |
| 2                                                                           | Juli 2012              | |                   |
| 3                                                                           | April 2013             | |                   |
| 4                                                                           | Februar 2014           | App-Architektur im Frappe-Framework eingeführt |                   |
| 5                                                                           | 19. Mai 2015           | Verbesserte Benutzeroberfläche, Elementvarianten, Druckformat-Generator, Sharing, Markieren, Dokumentzeitleisten, Multi-Currency-Buchhaltung, Third-Party-Modell |                   |
| 6                                                                           | 2. September 2015      | ERPNext Schulen, Kalenderansicht für Transaktionen, DocType-Export |                   |
| 7                                                                           | 22. Juli 2016          | Online/Offline POS, Abschreibung von Vermögenswerten, Zahlungseingang, Arbeitszeittabellen, Dashboards, bearbeitbares Raster, Schnelleingabe-Ansicht, intelligentere Listen |                   |
| 8                                                                           | 30. März 2017          | Globale Suche, Kanban-Ansicht, Versionsverwaltung von Dokumenten, Löschen und Wiederherstellen, E-Mail-Posteingang, Mitarbeiterdarlehen, Erweiterter POS, mehrere Maßeinheiten im Verkauf, Abgrenzungssystem in der Personalabrechnung, Benutzerdefinierte Berechtigungen, Kundenfeedback, Schulbewertungsmodul |                   |
| 9                                                                           | 26. September 2017     | Gesundheitswesen, Abonnement, Schulgebührenverwaltung, neuer Setup Wizard |                   |
| 10                                                                          | 29. Dezember 2017      | Landwirtschaft, Non-Profit-Organisation, Upgrade der Datenimporte, Mitarbeitervorschuss, Erweiterungen der Artikelvarianten | 29. Dezember 2021 |
| 11                                                                          | 29. Januar 2019        | Konsolidierter Multi-Firmen Jahresabschluss, Lohnsteuer, On-Boarding und Off-Boarding von Mitarbeitern, Finanzbuchhaltung, Capital-Work-in-Progress-Accounting, Personalplanung, Konzerninterne Mitarbeiter Zeiterfassung, Wechselkursneubewertung, Urlaubsregelungen, bedingte Workflows, Gehaltsabrechnung und Finanzjahr, Serialisierte Vermögenswerte, Steuerabzugsverfahren, Schichtplan, Budgetierung der Materialanforderung | 29. Januar 2023   |
| 12                                                                          | 22. Juli 2019          | Versionshinweise | 22. Juli 2023     |
| 13                                                                          | 1. April 2021          | Versionshinweise | 31. Dezember 2023 |
| 14                                                                          | 1. August 2022         | Versionshinweise |                   |
| 15                                                                          | 20. Oktober 2023       | Versionshinweise |                   |
| Ältere Version (nicht mehr unterstützt) Aktuelle Version Zukünftige Version |                        | |                   |